# 今宮雅子
今宮 雅子（いまみや まさこ）は、日本の翻訳家、ジャーナリスト。専門分野はモータースポーツ。夫は同じくモータージャーナリストの今宮純。
フランス語の翻訳家。関西学院大学文学部卒業。1989年以降、F1の取材・執筆活動を続けている。

## 著書
- 『サーキットへいらっしゃい』（大日本図書）　ISBN 4477006020
- 『サーキットの紳士・淑女たち グランプリテラスより』（勁文社）　ISBN 4766917731

## 翻訳
- 『アイルトン・セナ 真実と軌跡』（リオネル・フロワサール、文春文庫PLUS）　ISBN 4167660741
- 『勝利へのプログラム』（アラン・プロスト、勁文社）　ISBN 4766913922

| スタブアイコン | サブスタブ | この項目は、まだ閲覧者の調べものの参照としては役立たない、スポーツ関係者に関連した書きかけの項目です。この項目を加筆・訂正などしてくださる協力者を求めています（P:スポーツ/PJ:スポーツ人物伝）。 |